# كارل ستوري
كارل ستوري (بالإنجليزية: Carl Story)‏ هو موسيقي أمريكي، ولد في 29 مايو 1916 في لينوير في الولايات المتحدة، وتوفي في 31 مارس 1995.

## وصلات خارجية
- كارل ستوري على موقع ميوزك برينز (الإنجليزية)
- كارل ستوري على موقع ديسكوغز (الإنجليزية)